# 日本電影提名奧斯卡最佳國際影片獎競賽列表

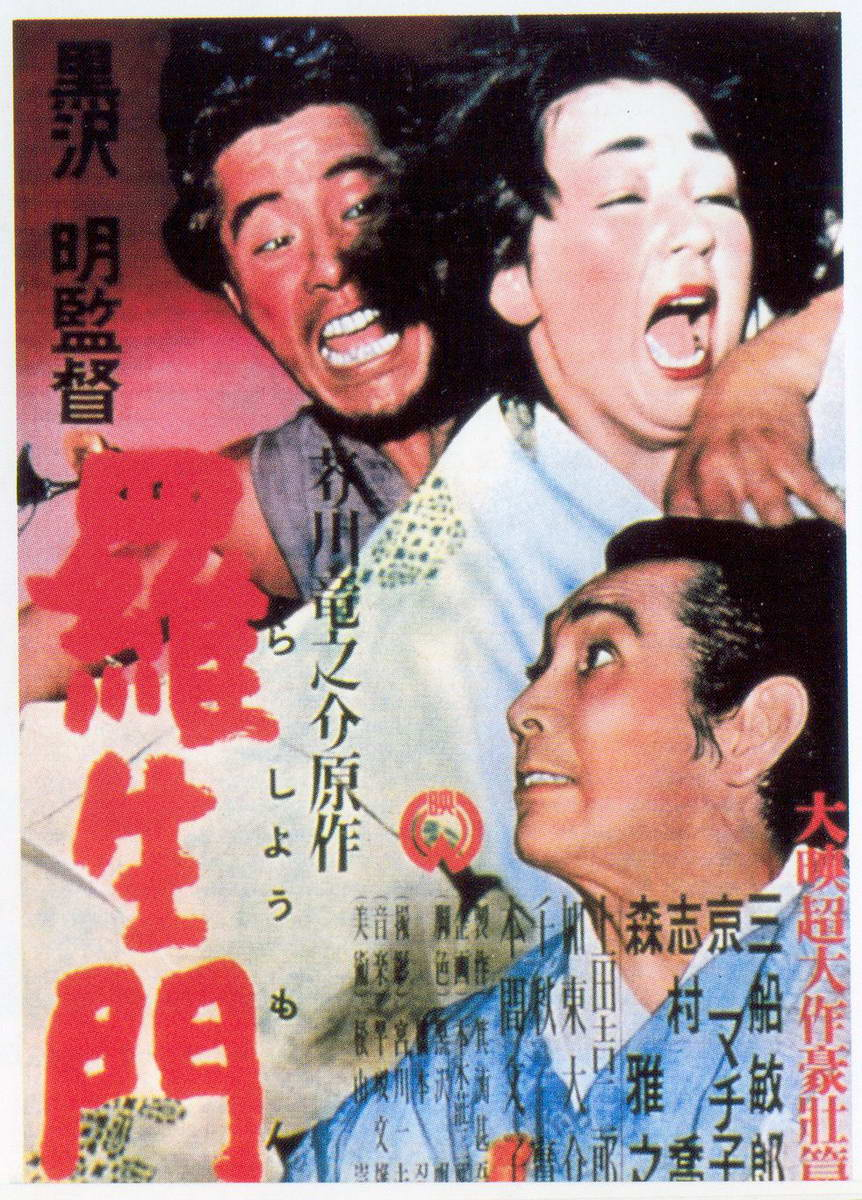
《羅生門》於1951年獲得奧斯卡最佳外語片獎（榮譽獎）

日本從1956年首次提名日本電影角逐奧斯卡最佳國際影片獎競賽，由市川崑所執導的《緬甸的豎琴》是日本首部參加奧斯卡最佳外語片獎的電影。目前，由日本映畫製作者聯盟決定每年日本的參賽電影。奧斯卡最佳外語片獎為奧斯卡獎中頒發給年度最佳非英語電影的獎項，提名電影應在每年10月至翌年9月間於所在國家或地區公映。該獎僅頒給電影的導演，但被認為是對出品國家的獎勵。該獎項原名為「奧斯卡最佳外語片獎」，但學院認為「外語」該詞已過時，所以於2019年4月更名為「最佳國際影片獎」。
1951年至1955年間，日本電影曾獲得三次奧斯卡最佳外語片獎。從1956年開始，最佳外語片獎成為競賽單元，正式制訂評審辦法，並且每年頒獎。
直到目前（2022年）為止，日本電影總共入圍過13次奧斯卡最佳外語片獎，位居第五位，僅次於法國、義大利、西班牙與瑞典，其中《送行者：禮儀師的樂章》和《在車上》是1956年至2021年間唯二獲得奧斯卡最佳外語片獎的日本電影 。
歷年的提交名單當中，只有12部電影同為日本電影學院獎的「最佳電影」，包括《花一錢》、 《魔法公主》 、 《愛之祈求者》、 《鐵道員》、 《下雨了》 、 《黃昏的清兵衛》 、 《扶桑花女孩》 、 《送行者：禮儀師的樂章》 、《告白》、《字裡人間》、《小偷家族》及《在車上》，當中四部電影 《黃昏的清兵衛》、 《送行者：禮儀師的樂章》、 《小偷家族》及《在車上》最後獲得提名。

## 列表
| 年度 (奧斯卡獎) | 中文片名             | 日文片名                 | 導演       | 結果     |
| --------------- | -------------------- | ------------------------ | ---------- | -------- |
| 1951 第24屆     | 羅生門               | 羅生門                   | 黑澤明     | 榮譽獎   |
| 1954 第27屆     | 地獄門               | 地獄門                   | 衣笠貞之助 | 榮譽獎   |
| 1955 第28屆     | 宮本武蔵             | 宮本武蔵                 | 稻垣浩     | 榮譽獎   |
| 1956 第29屆     | 緬甸的豎琴           | ビルマの竪琴             | 市川崑     | 入圍     |
| 1957 第30屆     | 野性的女人           | あらくれ                 | 成瀨巳喜男 | 未入圍   |
| 1958 第31屆     | 楢山節考             | 楢山節考                 | 木下惠介   | 未入圍   |
| 1959 第32屆     | 野火                 | 野火                     | 市川崑     | 未入圍   |
| 1960 第33屆     | 秋日和               | 秋日和                   | 小津安二郎 | 未入圍   |
| 1961 第34屆     | 永遠的人             | 永遠の人                 | 木下惠介   | 入圍     |
| 1962 第35屆     | 我兩歲               | 私は二歳                 | 市川崑     | 未入圍   |
| 1963 第36屆     | 古都                 | 古都                     | 中村登     | 入圍     |
| 1964 第37屆     | 沙丘之女             | 砂の女                   | 勅使河原宏 | 入圍     |
| 1965 第38屆     | 怪談                 | 怪談                     | 小林正樹   | 入圍     |
| 1966 第39屆     | 湖之琴               | 湖の琴                   | 田坂具隆   | 未入圍   |
| 1967 第40屆     | 智惠子抄             | 智恵子抄                 | 中村登     | 入圍     |
| 1968 第41屆     | 黑部的太陽           | 黒部の太陽               | 熊井啓     | 未入圍   |
| 1969 第42屆     | 諸神的慾望           | 神々の深き欲望           | 今村昌平   | 未入圍   |
| 1970 第43屆     | 無賴漢               | 無頼漢                   | 篠田正浩   | 未入圍   |
| 1971 第44屆     | 電車狂               | どですかでん             | 黑澤明     | 入圍     |
| 1972 第45屆     | 飄揚的軍旗下         | 軍旗はためく下に         | 深作欣二   | 未入圍   |
| 1973 第46屆     | 戒嚴令               | 戒厳令                   | 吉田喜重   | 未入圍   |
| 1974 第47屆     | 化石                 | 化石                     | 小林正樹   | 未入圍   |
| 1975 第48屆     | 望郷                 | サンダカン八番娼館 望郷  | 熊井啓     | 入圍     |
| 1977 第50屆     | 八甲田山             | 八甲田山                 | 森谷司郎   | 未入圍   |
| 1978 第51屆     | 愛的亡靈             | 愛の亡霊                 | 大島渚     | 未入圍   |
| 1979 第52屆     | 月山                 | 月山                     | 村野鐵太郎 | 未入圍   |
| 1980 第53屆     | 影武者               | 影武者                   | 黑澤明     | 入圍     |
| 1981 第54屆     | 泥河                 | 泥の河                   | 小栗康平   | 入圍     |
| 1982 第55屆     | 鬼龍院花子的一生     | 鬼龍院花子の生涯         | 五社英雄   | 未入圍   |
| 1983 第56屆     | 南極物語             | 南極物語                 | 藏原惟繕   | 未入圍   |
| 1984 第57屆     | 瀬戶内少年棒球隊     | 瀬戸内少年野球団         | 篠田正浩   | 未入圍   |
| 1985 第58屆     | 花一錢               | 花いちもんめ             | 伊藤俊也   | 未入圍   |
| 1986 第59屆     | 電影天地             | キネマの転地             | 山田洋次   | 未入圍   |
| 1987 第60屆     | 女衒                 | 女衒                     | 今村昌平   | 未入圍   |
| 1988 第61屆     | 青春共和國           | ダウンタウン・ヒーローズ | 山田洋次   | 未入圍   |
| 1989 第62屆     | 利休                 | 利休                     | 勅使河原宏 | 未入圍   |
| 1990 第63屆     | 死之棘               | 死の棘                   | 小栗康平   | 未入圍   |
| 1991 第64屆     | 八月狂想曲           | 八月の狂詩曲             | 黑澤明     | 未入圍   |
| 1992 第65屆     | 女殺油地獄           | 女殺油地獄               | 五社英雄   | 未入圍   |
| 1993 第66屆     | 一代鮮師             | まあだだよ               | 黑澤明     | 未入圍   |
| 1994 第67屆     | 平成狸合戰           | 平成狸合戦ぽんぽこ       | 高畑勳     | 未入圍   |
| 1995 第68屆     | 深河                 | 深い河                   | 熊井啓     | 未入圍   |
| 1996 第69屆     | 學校II               | 学校II                   | 山田洋次   | 未入圍   |
| 1997 第70屆     | 魔法公主             | もののけ姫               | 宮崎駿     | 未入圍   |
| 1998 第71屆     | 愛之祈求者           | 愛を乞う人               | 平山秀幸   | 未入圍   |
| 1999 第72屆     | 鐵道員               | 鉄道員                   | 降旗康男   | 未入圍   |
| 2000 第73屆     | 雨停了               | 雨あがる                 | 小泉堯史   | 未入圍   |
| 2001 第74屆     | GO！大暴走           | GO                       | 行定勳     | 未入圍   |
| 2002 第75屆     | OUT                  | OUT                      | 平山秀幸   | 未入圍   |
| 2003 第76屆     | 黃昏的清兵衛         | たそがれ清兵衛           | 山田洋次   | 入圍     |
| 2004 第77屆     | 無人知曉的夏日清晨   | 誰も知らない             | 是枝裕和   | 未入圍   |
| 2005 第78屆     | 血與骨               | 血と骨                   | 崔洋一     | 未入圍   |
| 2006 第79屆     | 扶桑花女孩           | フラガール               | 李相日     | 未入圍   |
| 2007 第80屆     | 嫌豬手事件簿         | それでもボクはやってない | 周防正行   | 未入圍   |
| 2008 第81屆     | 送行者：禮儀師的樂章 | おくりびと               | 瀧田洋二郎 | 獲獎     |
| 2009 第82屆     | 誰來守護我           | 誰も守ってくれない       | 君塚良一   | 未入圍   |
| 2010 第83屆     | 告白                 | 告白                     | 中島哲也   | 入圍初選 |
| 2011 第84屆     | 一張明信片           | 一枚のハガキ             | 新藤兼人   | 未入圍   |
| 2012 第85屆     | 家族國度             | かぞくのくに             | 梁英姫     | 未入圍   |
| 2013 第86屆     | 宅男的戀愛字典       | 舟を編む                 | 石井裕也   | 未入圍   |
| 2014 第87屆     | 陽光只在這裡燦爛     | そこのみにて光輝く       | 吳美保     | 未入圍   |
| 2015 第88屆     | 百元之戀             | 百円の恋                 | 武正晴     | 未入圍   |
| 2016 第89屆     | 我的長崎母親         | 母と暮せば               | 山田洋次   | 未入圍   |
| 2017 第90屆     | 幸福湯屋             | 湯を沸かすほどの熱い愛   | 中野量太   | 未入圍   |
| 2018 第91屆     | 小偷家族             | 万引き家族               | 是枝裕和   | 入圍     |
| 2019 第92屆     | 天氣之子             | 天気の子                 | 新海誠     | 未入圍   |
| 2020 第93屆     | 晨曦将至             | 朝が来る                 | 河濑直美   | 未入圍   |
| 2021 第94屆     | 在車上               | ドライブ・マイ・カー     | 滨口龙介   | 獲獎     |
| 2022 第95屆     | 七五計劃             | プラン75                 | 早川千繪   | 未入圍   |
| 2023 第96屆     | 我的完美日常         | PERFECT DAYS             | 溫·韋德斯  | 入圍     |
| 2024 第97屆     | 仇云杀机             | クラウド                 | 黑泽清     | 待定     |

## 另請參見
- 日本電影
- 获奥斯卡金像奖的非英语电影